# Doddahosur, Piriyapatna
Doddahosur là một làng thuộc tehsil Piriyapatna, huyện Mysore, bang Karnataka, Ấn Độ.